# Shenze
Shenze, även romaniserat Shentseh, är ett härad som lyder under Shijiazhuang i Hebei-provinsen i norra Kina.